# Bouddhisme au Canada

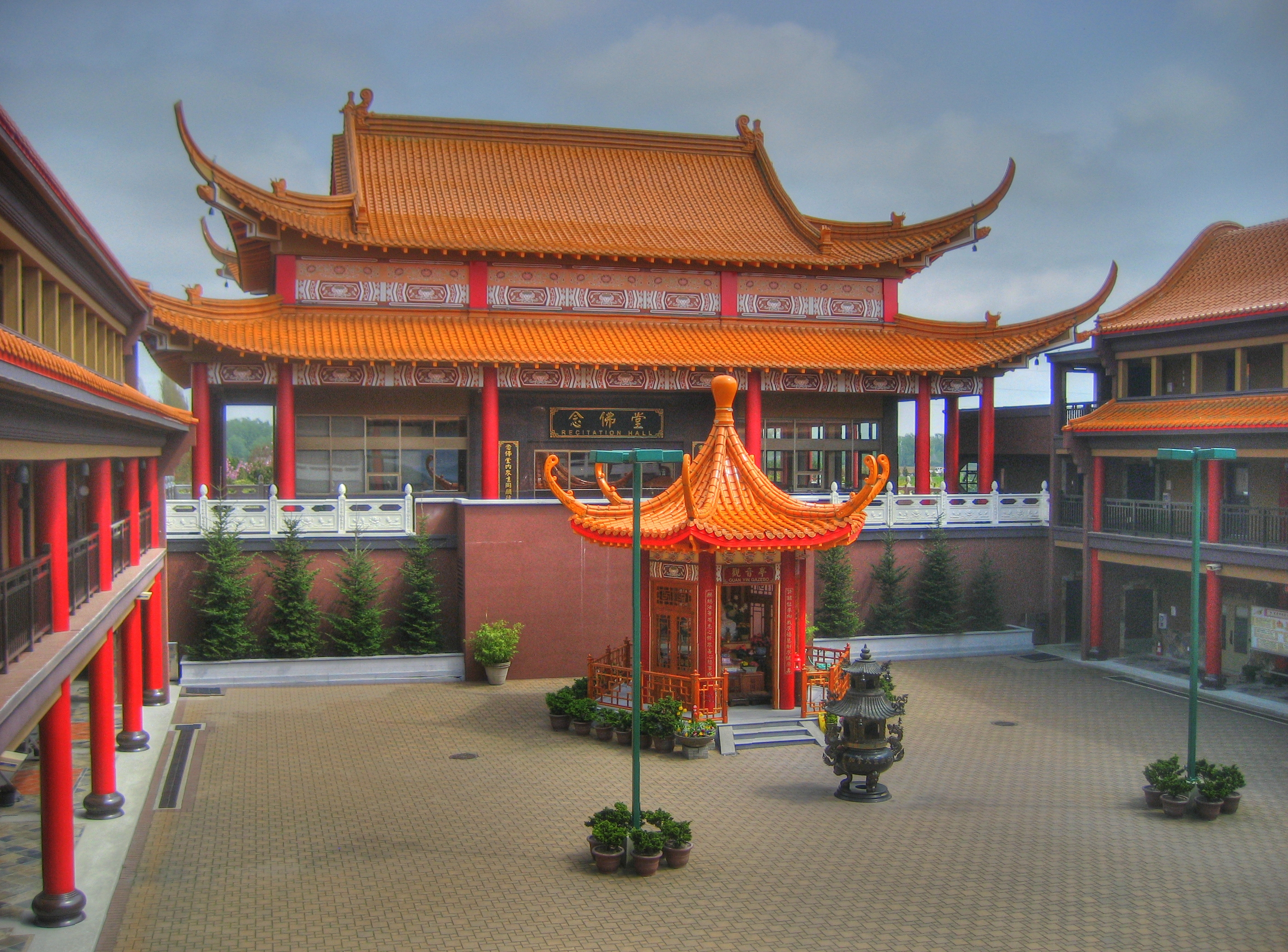
Temple bouddhiste sur la route n° 5, Richmond, Colombie-Britannique, Canada

Le bouddhisme est pratiqué au Canada par environ 3,6 % de la population. De par la multiplicité des communautés pratiquants le bouddhisme, le bouddhisme est peu centralisé au Canada. Nombre de centres bouddhistes sont associés au Canada à des groupes ethniques précis et servent ainsi de lieu d'enseignement ou de rassemblement communautaire.

## Origine
Les premiers bouddhistes au Canada étaient vraisemblablement des ouvriers chinois immigrés au Canada au XIXe siècle. Le bouddhisme a réellement été implanté au Canada à la fin du XIXe siècle par des japonais arrivés massivement à Vancouver et adeptes de l'école japonaise Jōdo-Shinshū.

## Histoire
Alors que le Bouddhisme Jōdo-Shinshū étend son influence de la Colombie-Britannique au Québec, la Seconde Guerre mondiale intervient. Des milliers de japonais d'origine canadienne, habitants en Colombie-Britannique, sont contraints de se déplacer (en Alberta pour la plupart) par le gouvernement. Cette concentration conduit à la construction de 13 temples bouddhistes dans cette province. Après la Seconde Guerre mondiale, des personnes originaires du sud-est de l'Asie migrent au Canada. Cela mène à l'édification du premier temple theravâda en 1978 à Toronto.

### Situation actuelle
Environ 1 200 000 bouddhistes sont recensés au Canada, soit 3,6 % de la population. Le nombre de bouddhistes au Canada continue désormais de croitre notamment grâce à une immigration en provenance d'Asie dynamique (les chinois sont, par exemple, sont les premiers immigrants au Canada en 2012).
| Province ou territoire    | Bouddhistes |
| ------------------------- | ----------- |
| Ontario                   | 163 750     |
| Colombie-Britannique      | 90 620      |
| Québec                    | 52 390      |
| Alberta                   | 44 410      |
| Manitoba                  | 6 770       |
| Saskatchewan              | 4 265       |
| Nouvelle-Écosse           | 2 205       |
| Nouveau-Brunswick         | 975         |
| Terre-Neuve-et-Labrador   | 400         |
| Territoires du Nord-Ouest | 170         |
| Île-du-Prince-Édouard     | 560         |
| Yukon                     | 290         |
| Nunavut                   | 20          |
| Canada                    | 366 830     |